# Hallowell
Hallowell és una població dels Estats Units a l'estat de Maine (EUA). Segons el cens del 2000 tenia 2.467 habitants.

## Demografia
Segons el cens del 2000, Hallowell tenia 2.467 habitants, 1.145 habitatges, i 604 famílies. La densitat de població era de 162,3 habitants/km².
Dels 1.145 habitatges en un 25,2% hi vivien nens de menys de 18 anys, en un 40,7% hi vivien parelles casades, en un 8,6% dones solteres, i en un 47,2% no eren unitats familiars. En el 41,5% dels habitatges hi vivien persones soles el 12,8% de les quals corresponia a persones de 65 anys o més que vivien soles. El nombre mitjà de persones vivint en cada habitatge era de 2,06 i el nombre mitjà de persones que vivien en cada família era de 2,8.
Per edats la població es repartia de la següent manera: un 21% tenia menys de 18 anys, un 6,5% entre 18 i 24, un 28,1% entre 25 i 44, un 29,1% de 45 a 60 i un 15,4% 65 anys o més.
L'edat mediana era de 42 anys. Per cada 100 dones de 18 o més anys hi havia 89,3 homes.
La renda mediana per habitatge era de 36.058 $ i la renda mediana per família de 50.643 $. Els homes tenien una renda mediana de 32.199 $ mentre que les dones 26.531 $. La renda per capita de la població era de 20.457 $. Entorn del 3,8% de les famílies i el 8% de la població estaven per davall del llindar de pobresa.

## Poblacions més properes
El següent diagrama mostra les poblacions més properes.